# 長岡東西道路

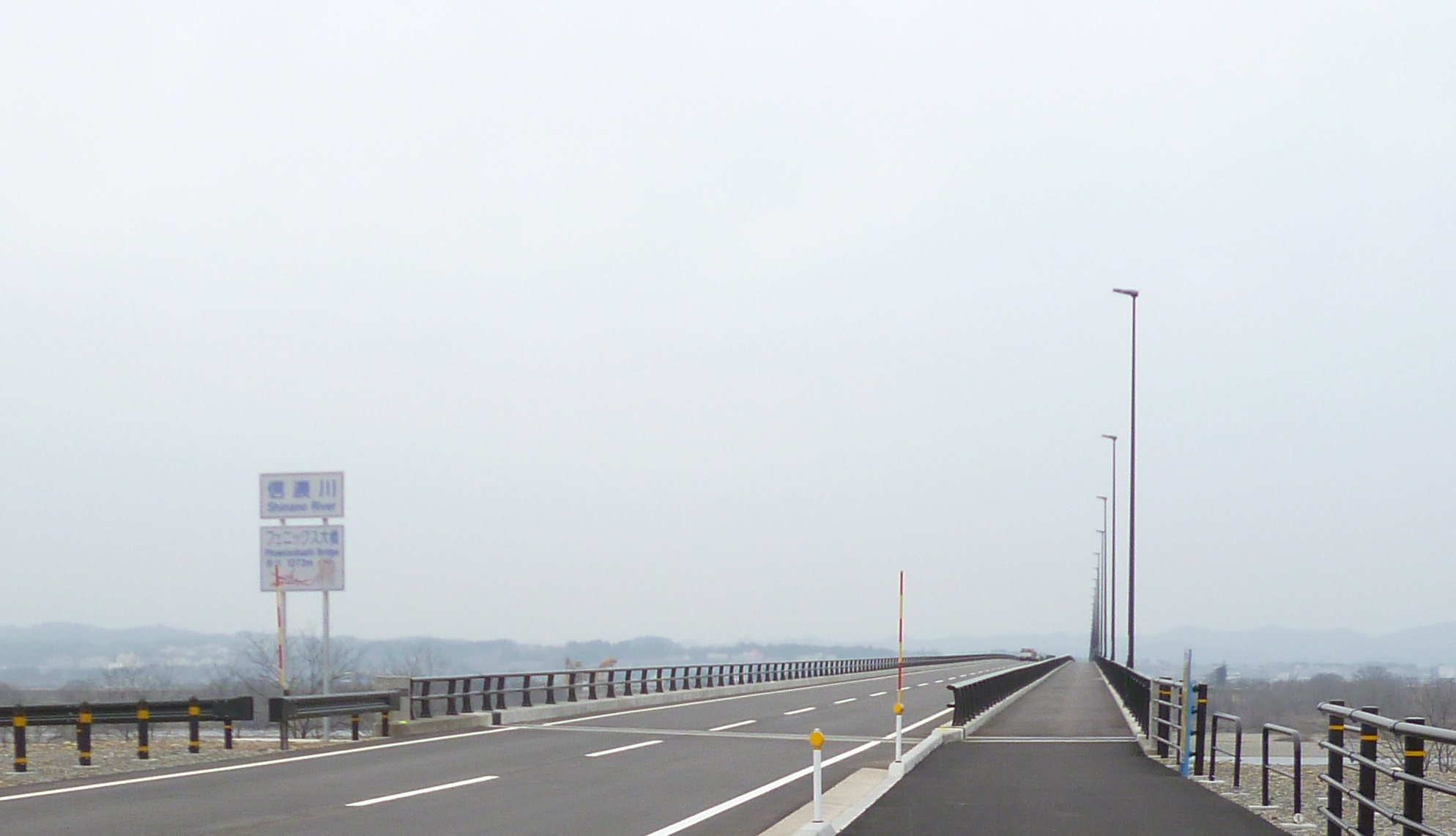
フェニックス大橋（2014年（平成26年）3月26日 東端）

長岡東西道路（ながおかとうざいどうろ）は、新潟県長岡市の都市計画道路のひとつ。全区間が地域高規格道路に指定されている。

## 概要
都市計画道路
- 路線名：3.3.72 長岡東西道路（国道404号）[1][注 1]
- 都市計画決定：1999年（平成11年）3月9日[1]
- 延長：6,030 m[1]
- 起点：長岡市高畑（国道17号・長岡東バイパス交点）
- 終点：長岡市才津東町（国道404号交点）

長岡市南部の交通アクセス向上を目的に、国道17号（長岡東バイパス）、長岡インターチェンジ、長岡ニュータウンから国道8号（長岡バイパス）に至る交通路と、信濃川に架かる道路橋梁の整備などを目的とした都市計画道路。地域高規格道路の整備区間のうち信濃川の橋梁部はフェニックス大橋として、国土交通省の権限代行によって建設が進められた。
地域高規格道路としての開通区間は長岡市西宮内一丁目交差点 - 才津西町交差点間の約3 km の区間（暫定2車線）であるが、このほかに都市計画道路として開通している区間がある。2022年（令和4年）3月24日に県道滝谷三和線の上条改良が開通し、都市計画道路区間の全線が開通した。

## 歴史
1977年（昭和52年）11月4日に長岡ニュータウンの整備計画の一環として都市計画決定された際、長岡市高畑から同市宮本町に至る延長約10 kmの区間が指定されたが、その後の第二次オイルショックやニュータウンの開発停滞等で計画は進捗しなかった。この間、特に信濃川と渋海川を横断する「ニュータウンブリッジ」（当時の仮称）に関しては市域南部やニュータウン住民などが主体となり、両岸の交通円滑化などを目的に県や市に対し早期着工を要望する活動が続けられていた。
長岡東西道路はその後1994年（平成6年）12月16日に地域高規格道路の計画路線に指定され、このうち要町から才津東町に至る延長3.3 kmの区間が1997年（平成9年）9月10日付で整備区間に指定され、新橋梁の着工が決定。1999年（平成11年）3月9日付で高畑から才津東町に至る延長6.03 kmの区間が、改めて「長岡東西道路」として都市計画決定された。この際、才津東町から宮本町に至る区間は、都市計画上の名称が「長岡ニュータウン中央線」に改称された。
前述の通り、現状では地域高規格道路としての開通区間はフェニックス大橋を含む、長岡市西宮内一丁目交差点 - 才津西町交差点間の3.0 kmの区間が2013年（平成25年）11月24日の午後3時30分に供用を開始した。なお、このうち東詰の道路は暫定的に市道を介しての接続となっていたが、フェニックス大橋開通後も本線の整備も行われ、2017年（平成29年）5月9日に工事が完了した。
現道としては宮内駅北側で信越本線をオーバーパスする「沢田跨線橋」が1977年（昭和52年）8月に供用を開始し、今日においては国道404号・新潟県道370号滝谷三和線及び市道東幹線7号線の区間として宮内町交差点 - 西宮内一丁目交差点間にて供用を行っている（通称「沢田跨線橋通り」）。東西道路東側の、高畑から宮内町に至る宮内町交差点以東の区間は一般県道滝谷三和線上条改良および上条高畑土地区画整理事業として事業が実施された。また西側の、才津東町から宮本町に至る都市計画道路長岡ニュータウン中央線は、国道404号および新潟県道48号長岡西山線の区間として、才津東町地内や、西津町から深沢町に至る区間等、一部暫定2車線の区間を除くほぼ全区間が完成4車線で供用されている。